# Pfeffingen
Pfeffingen es una comuna suiza del cantón de Basilea-Campiña, situada en el distrito de Arlesheim. Limita al norte con la comuna de Aesch, al este con Duggingen, al sur con Grellingen y Nenzlingen, al suroeste con Blauen, y al noroeste con Ettingen.

## Referencias

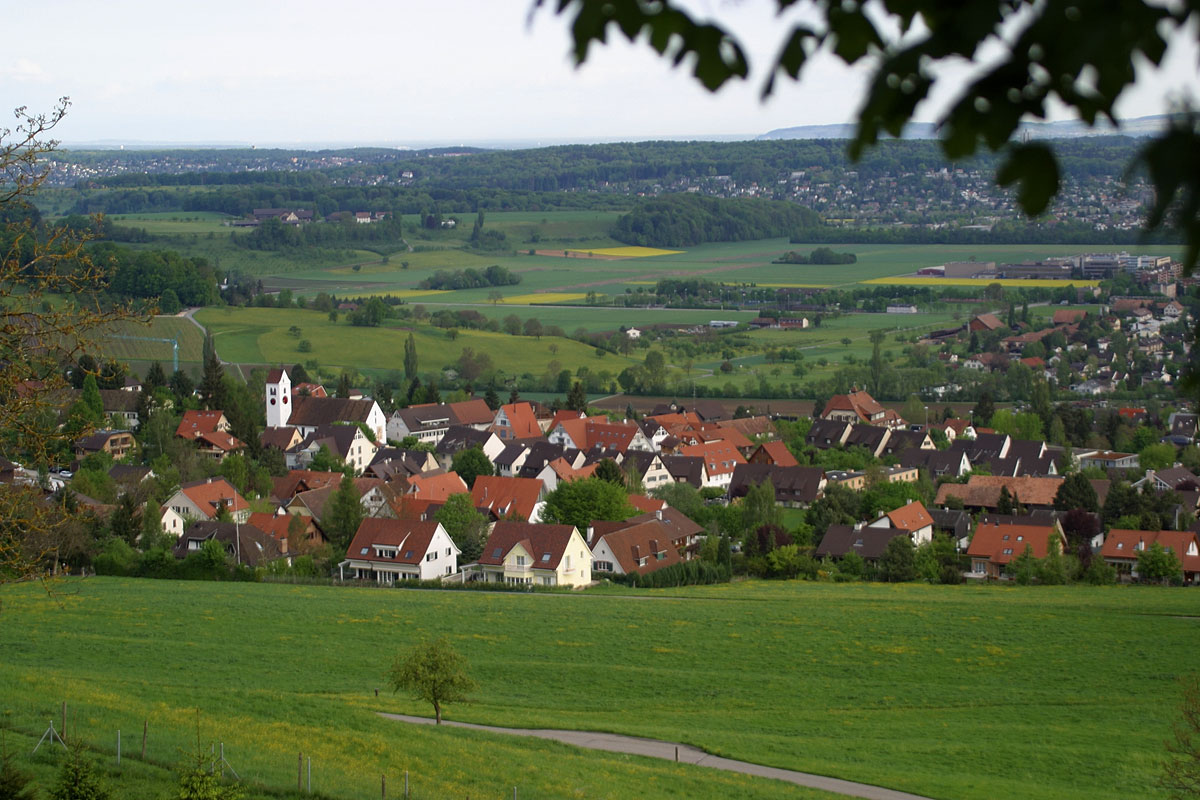
Vista de Pfeffingen.